# Внутренний класс
Внутренний, или вложенный класс (англ. inner class) — в объектно-ориентированном программировании класс, целиком определённый внутри другого класса.
Вложенные классы поддерживаются в языке программирования Java, начиная с версии 1.1, С# и других языках на платформе .NET, а также в языке программирования D и в C++.

## Обзор
Экземпляр обычного (внешнего) класса может существовать как независимый объект. Для его существования не требуется обязательное наличие определений других классов или их экземпляров. В случае внутреннего класса, его экземпляр не может существовать без привязки к включающему его классу верхнего уровня либо его экземпляру.

## Внутренние классы в языке Java
В Java существуют 4 типа внутренних (inner) классов:

### Внутренние (нестатические) классы
Экземпляр внутреннего класса может существовать только тогда, когда существует конкретный экземпляр внешнего класса. Такая логическая связь обусловливает синтаксис создания объектов: сначала создаётся объект внешнего класса, позднее на его основе создаётся объект внутреннего класса.
Внутренние нестатические классы описываются внутри основного внешнего класса. Экземпляры таких классов имеют доступ к public, protected, default и private полям внешнего класса. А также статическим и нестатическим методам внешнего экземпляра с любыми модификаторами доступа. За счёт того, что экземпляры внутреннего класса всегда логически привязаны к экземплярам окружающего класса, они не могут содержать (хотя могут наследовать от предка) определение статических полей, методов и классов (кроме констант).
Пример объявления внутреннего класса:
```
class
 
OuterClass
 
{

    

    
private
 
int
 
outerField
;

    

    
class
 
InnerClass
 
{

        
int
 
getOuterField
()
 
{

            
return
 
OuterClass
.
this
.
outerField
;
 
// эта строчка кода демонстрирует концепцию замыкания.

        
}

    
}

    

}

```

Создание описанного класса можно описать следующим блоком кода: OuterClass.InnerClass inner = new OuterClass().new InnerClass();

### Статические вложенные классы
Декларируются внутри основного класса и обозначаются ключевым словом static. Объекты таких классов не имеют доступа к членам внешнего класса за исключением статических. Это обусловлено тем, что для создания такого класса не используется конкретный объект внешнего класса и в момент исполнения кода внутреннего класса, объекта внешнего может вовсе не быть. 
Экземпляры статических вложенных классов могут содержать статические поля, методы и классы, в отличие от других типов внутренних классов.
Пример объявления вложенного статического класса:
```
class
 
OuterClass
 
{

    

    
private
 
int
 
outerField
;

    
static
 
int
 
staticOuterField
;

    

    
static
 
class
 
StaticInnerClass
 
{

        
int
 
getOuterField
()
 
{

            
return
 
OuterClass
.
this
.
outerField
;
 
// эта строчка кода приведёт к ошибке компиляции.

        
}

        
int
 
getStaticOuterField
()
 
{

            
return
 
OuterClass
.
staticOuterField
;
 
// эта строчка кода корректна.

        
}

    
}

    

}

```

Создание описанного статического вложенного класса можно описать следующим блоком кода: OuterClass.StaticInnerClass staticInner = new OuterClass.StaticInnerClass();

### Локальные классы
Декларируются внутри методов основного класса. Могут быть использованы только внутри этих методов. Имеют доступ к членам внешнего класса. Имеют доступ как к локальным переменным, так и к параметрам метода при одном условии - переменные и параметры, используемые локальным классом, должны быть задекларированы final. Не могут содержать определение (но могут наследовать) статических полей, методов и классов (кроме констант).
Пример:
```
class
 
OuterClass
 
{

    

    
private
 
int
 
outerField
;

    

    
void
 
methodWithLocalClass
(
final
 
int
 
finalParameter
)
 
{

        
int
 
notFinalVar
 
=
 
0
;

        
notFinalVar
++
;

        

        
class
 
InnerLocalClass
 
{

            
void
 
getOuterField
()
 
{

                
int
 
a
 
=
 
notFinalVar
;
 
// эта строчка кода приведёт к ошибке компиляции. no-final переменные вне контекста недоступны.

                
int
 
b
 
=
 
OuterClass
.
this
.
outerField
;
 
// эта строчка кода демонстрирует обращение члену обрамляющего класса.

            
}

            

            
int
 
getParameter
()
 
{

                
return
 
finalParameter
;
 
// эта строчка кода демонстрирует обращение к final переменной вне контекста.

            
}

        
}

    
}

}

```

Создание описанного локального класса возможно только внутри самого метода строго ниже кода объявления самого класса. Пример кода создания: InnerLocalClass innerLocal = new InnerLocalClass();

### Анонимные (безымянные) классы
Декларируются внутри методов основного класса. Могут быть использованы только внутри этих методов. В отличие от локальных классов, анонимные классы не имеют названия. Главное требование к анонимному классу - он должен наследовать существующий класс или реализовывать существующий интерфейс. Не могут содержать определение (но могут наследовать) статических полей, методов и классов (кроме констант).
Пример:
```
class
 
OuterClass
 
{

    

    
/** 

    *   При определении анонимного класса применен полиморфизм — переменная listener 

    *   содержит экземпляр анонимного класса, реализующего существующий 

    *   интерфейс ActionListener.

    **/

    
void
 
methodWithAnonymousClass
(
final
 
int
 
interval
)
 
{

        
ActionListener
 
listener
 
=
 
new
 
ActionListener
()
 
{

            
public
 
void
 
actionPerformed
(
ActionEvent
 
event
)
 
{

                
System
.
out
.
println
(
"Эта строка выводится на экран каждые "
 
+
 
interval
 
+
 
" секунд."
);

            
}
  

        
};

    

        
Timer
 
t
 
=
 
new
 
Timer
(
interval
,
 
listener
);
 
// объект анонимного класса использован внутри метода.

        
t
.
start
();

    
}

    

}

```

## Внутренние классы в других языках программирования
В PHP 7 есть механизм описания анонимных классов, однако, в отличие от Java, анонимные классы не обязаны наследовать существующий класс или реализовывать существующий интерфейс, что достигается благодаря динамической природе языка.
Пример:
```
// Pre PHP 7 code

class
 
Logger

{

    
public
 
function
 
log
(
$msg
)

    
{

        
echo
 
$msg
;

    
}

}

$util
->
setLogger
(
new
 
Logger
());

// PHP 7+ code

$util
->
setLogger
(
new
 
class
 
{

    
public
 
function
 
log
(
$msg
)

    
{

        
echo
 
$msg
;

    
}

});

```